# BlueScope Steel

BlueScope Steel — австралійський виробник сталевого прокату, що має виробничі майданчики в Австралії, Новій Зеландії, азіатсько-тихоокеанському регіоні і Північній Америці. Компанія була виділена з BHP Billiton в 2002 році, як BHP Steel і перейменована в BlueScope Steel 17 листопада 2003. Компанія має лістинг на Австралійській біржі цінних паперів, біржовий тікер - BSL.
Штаб-квартира компанії розташована у хмарочосі Bluescope Steel Centre за адресою Коллінс-Стріт 120, в Мельбурні.
У компанії працює 17 500 співробітників. Найбільший завод компанії розташований в Порт Кембла, близько Воллонгонг, в австралійському штаті Новий Південний Уельс. Щорічне виробництво на цьому заводі становить 5 мільйонів тонн сталі.
Компанія виробляє сляби, гарячекатаний сталь, автомобільну і гальванізованих сталь, сталь з покриттям ZINCALUME (55% алюміній-цинк), і забарвлену сталь під брендом COLORBON. Виробництво лудженої стали припинено у березні 2007.
Пол О'Моллі (колишній CFO компанії BlueScope Steel) замінив Кірбі Адамса на посади CEO в жовтні 2007 року.

## Основні виробництва
- Порт Кембла біля Воллонгонг  в регіоні Іллаварра.
- Гастінгс[en] біля Мельбурна.
- Гленброк[en] біля Вайіку[en], Нова Зеландія

## Спонсорська діяльність
- BlueScope Steel Youth Orchestra
- Southern Stars, Wollongong